# Heinrich von Österreich (1828–1891)

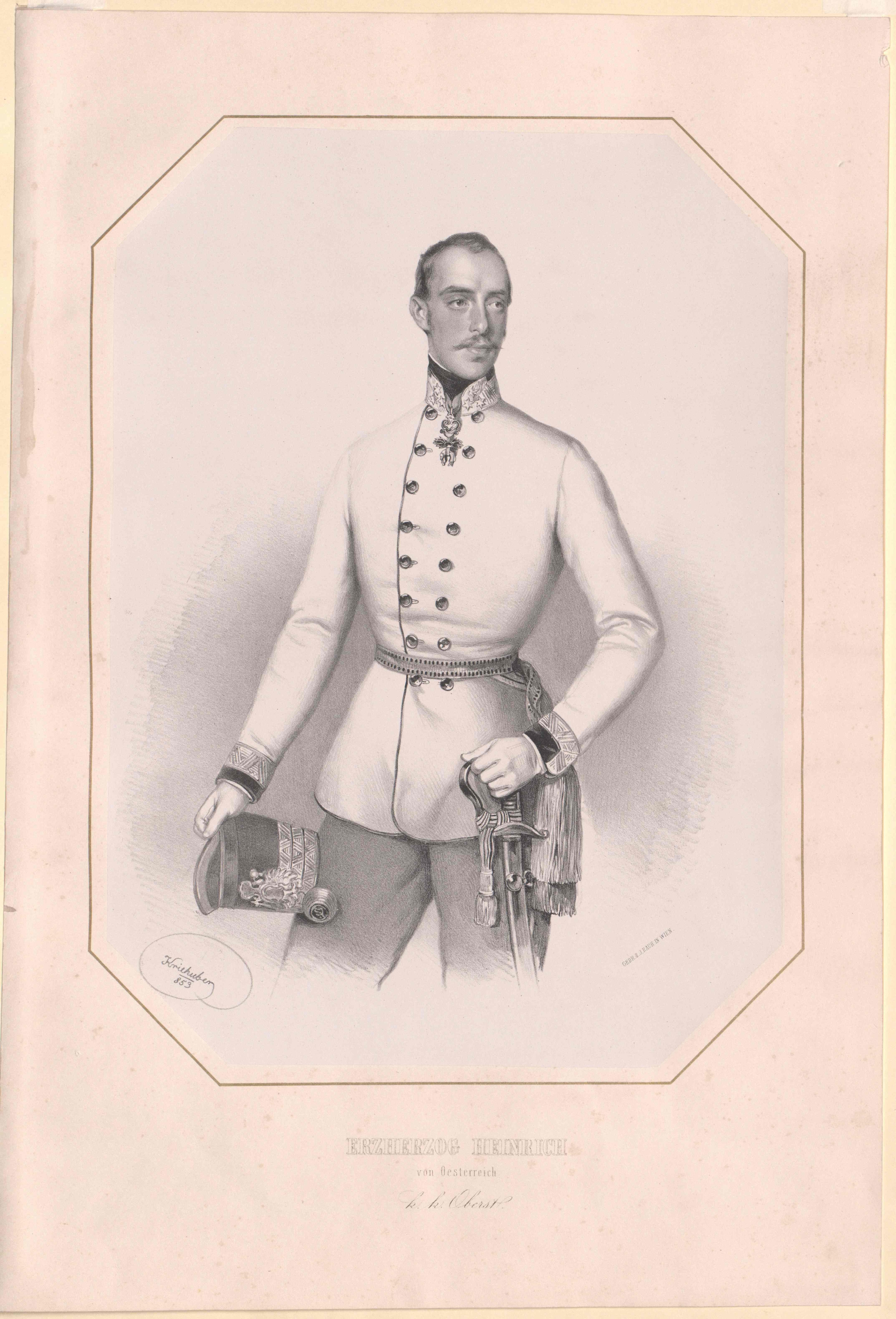
Erzherzog Heinrich als Oberst, Lithographie von Josef Kriehuber, 1853

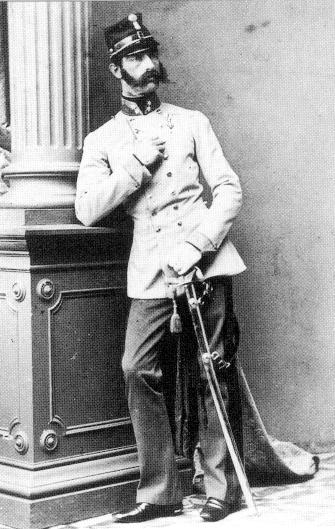
Erzherzog Heinrich von Österreich

Heinrich Anton Maria Rainer Karl Gregor von Österreich (* 9. Mai 1828 in Mailand; † 30. November 1891 in Wien) aus dem Haus Habsburg-Lothringen war ein Erzherzog von Österreich und kaiserlich-österreichischer Feldmarschallleutnant.

## Leben

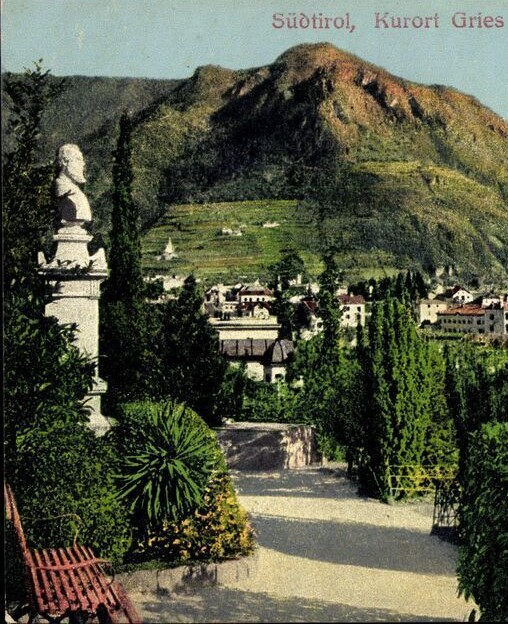
Die frühere Büste Heinrichs an der Erzherzog-Heinrich-Promenade (heutige Guntschnapromenade) in Gries-Bozen, um 1900

Heinrich war ein Sohn des Erzherzogs Rainer (1783–1853), Vizekönig der Lombardei, aus dessen Ehe mit Maria Elisabeth (1800–1856), Tochter des Prinzen Karl Emanuel von Savoyen-Carignan. Väterlicherseits war er ein Enkel von Kaiser Leopold II.
In kaiserlich-österreichischen Militärdiensten erreichte Heinrich 1863 den Rang eines Feldmarschalleutnant und Inhabers des Infanterie-Regiments Nr. 62. Er war Ritter des Orden vom Goldenen Vlies und des Großherzoglich Hessischen Ludwigsordens. Heinrich fungierte als Divisionskommandeur unter anderem in Graz und Brünn. Er kämpfte mit Auszeichnung in der Schlacht bei Custozza (1866).
Als pensionierter General lebte Heinrich mit seiner Ehefrau, der früheren Sängerin Leopoldine Hofmann, von 1872 bis zu seinem Tod in seinem eigenen Palais in der Mustergasse in Bozen. Die 1890–1892 errichtete Guntschnapromenade im früheren Kurort Gries, einem heutigen Stadtteil Bozens, wurde bis 1921 als Erzherzog-Heinrich-Promenade bezeichnet – dem Habsburger war auch eine Büste gewidmet, die nach 1919/20 entfernt werden musste.
Bei einem seiner seltenen Wien-Besuche erkrankte Heinrich gemeinsam mit seiner Gemahlin an Lungenentzündung, und beide starben in derselben Nacht.

## Ehe und Nachkommen
Heinrich heiratete in morganatischer Ehe am 4. Februar 1868 in Bozen gegen den Willen des Kaisers Franz Joseph die Sängerin Leopoldine Hofmann (1840–1891), die 1878 zur „Freifrau von Waideck“ erhoben wurde. Aus dieser Ehe ging eine Tochter hervor:
- Maria Rainiera (1872–1936), Gräfin von Waideck

⚭ 1892 Graf Enrico Lucchesi Palli, Fürst von Campofranco, Herzog della Grazia (1861–1924).
Wegen seiner Ehe wurde Heinrich die Mitgliedschaft im Erzhaus Österreich aberkannt, er legte alle militärischen Funktionen nieder, verließ Österreich und lebte in Luzern in der Schweiz, wo er den Titel eines Grafen von Waideck führte. Im Jahr 1871 wurde er überraschend per Handschreiben des Kaisers als Erzherzog wieder in den Familienverband aufgenommen und seine Ehe nachträglich anerkannt.

## Wappen
Freiherrliches Wappen Waideck: Geviert, Feld 1 und 4: in Rot ein silberner Balken (Erzherzogtum Österreich), Feld 2 und 3: in Blau auf natürlichem Wasser ein schwimmender, silberner, natürlicher, schwarzbewehrter Schwan mit erhobenen Flügeln. Auf dem gekrönten Helm mit rechts rot-silbernen, links blau-silbernen Decken ein natürlicher Pfauenfederstoß (Erzherzogtum Österreich). Prunkstücke: Freiherrnkrone, Schildhalter zwei auf einer unter dem Schilde sich ausbreitenden bronzenen Arabeskenverzierung stehende schwarzbewehrte natürliche silberne Schwäne mit erhobenen Flügeln. Bei der Erhebung in den Grafenstand blieb alles unverändert, nur die Freiherrenkrone auf dem Schild wurde durch eine gräfliche Rangkrone ersetzt.